# Helgenomsekvensering
Helgenomsekvensering är att bestämma hela sekvensen av nukleotider, det vill säga utföra DNA-sekvensering, i en organisms eller individs hela genuppsättning, genom. Helgenomsekvensering kan utföras på alltifrån människa till virus. De olika varianterna av sars-cov-2, kända likaväl som nyuppkomna, identifierar man med helgenomsekvensering. 
Helgenomsekvensering av en människas genom omfattar inte bara kromosomerna utan också mitokondriellt DNA. På liknande sätt omfattar helgenomsekvensering av en växt även dess kloroplaster.
Helgenomsekvensering har mestadels tjänat som ett redskap i forskning, men har från 2010-talet kunnat tillämpas även i sjukvård, bland annat för att kunna hitta orsaken till mycket ovanliga, genetiska sjukdomar, inklusive många utvecklingsstörningar.
Metoden ska inte sammanblandas med genetisk profilering, som används för att bedöma sannolikheten att ett DNA-prov kommer från en viss individ och används bland annat i kriminaltekniken.